# Chester Yorton
Chester „Chet“ Yorton (* 1. Januar 1940 in Stevens Point, Wisconsin; † 21. November 2020) war ein US-amerikanischer Bodybuilder. Er gilt als Begründer des Natural Bodybuilding und gehört zu den drei Bodybuildern, denen es gelungen ist, Arnold Schwarzenegger bei einem professionellen Wettbewerb zu besiegen. Zudem wurde nach ihm der seit 2007 stattfindende Yorton Cup benannt.

## Bodybuilding
Als junger Mann entkam Yorton 1958 nur knapp dem Tod. Er hatte bei einem Autounfall schwere Verletzungen am linken Auge, linken Vorderarm, linken Ellbogen, seiner Hüfte und beiden Oberschenkeln erlitten. Zudem waren die Knochenbrüche an seinem rechten Bein so gravierend, dass die Ärzte über eine Amputation beratschlagten. Nach mehreren Operationen wurden ihm jedoch eine stabilisierende Metallplatte um seinen linken Oberschenkelknochen und ein Metallstab in sein rechtes Bein implantiert. Aufgrund mehrerer Folgeverletzungen durch Stürze war er schließlich für ein halbes Jahr auf einen Rollstuhl angewiesen.
Während seines Krankenhausaufenthalts begann Yorton erstmals mit Hanteln zu trainieren. Bis dahin hatte er sich nie für Krafttraining interessiert. Mit Erlaubnis seines behandelnden Arztes begann er schließlich regelmäßig zu trainieren, um wieder ein gesundes Körpergewicht zu erlangen. Aufgrund der Behandlungsstrapazen hatte er beachtlich an rudimentärer Muskelkraft verloren. Nachdem er aus dem Krankenhaus entlassen worden war, setzte Yorton sein Training fort und baute es so weit aus, dass er 1960 erstmals an einem Bodybuildingwettbewerb teilnehmen konnte.
Seinen ersten internationalen Erfolg feierte Yorton 1966, als er Mister America (IFBB) wurde. Im gleichen Jahr gewann Yorton auch den Wettbewerb um den Mister Universe (NABBA) der Amateure, bei dem er Arnold Schwarzenegger besiegen konnte. Damit zählt er neben Frank Zane und Sergio Oliva zu den einzigen Bodybuildern, denen dies vergönnt blieb. 1975 gelang es ihm außerdem den Titel Pro Universe (NABBA) zu erlangen.
Neben seiner Karriere als Bodybuilder wirkte er in einigen Spielfilmen mit, weswegen ihn der Amateurverband AAU für weitere Bodybuildingwettkämpfe sperren ließ. Yorten war bis zu seinem Tod aktiver Bodybuilder und trat gelegentlich bei sportlichen Veranstaltungen meist zu karitativen Zwecken auf. Während seiner aktiven Zeit betrieb er des Weiteren ein Fitnessstudio und organisierte mehrere Veranstaltungen über Bodybuilding ohne den Einsatz von Steroiden. Aufgrund seines langjährigen Einsatz gegen diese Praxis gilt er bis heute als Begründer des Natural Bodybuilding.

## Titel (Auswahl)
- 1960: Mister Wisconsin (Sieger)
- 1964: Mister Los Angeles (AAU, Sieger)
- 1964: Mister Pacific Coast (AAU, Sieger)
- 1964: Mister California (Dritter)
- 1966: Mister America (IFBB, Sieger)
- 1966: Mister Universe (NABBA, Sieger)
- 1975: Pro Universe (NABBA, Sieger)
- 1979: Pro Mister World (WBBG, Dritter)

## Filmografie
- Die nackten Tatsachen (1967)
- Muscle Beach Party (1964)